# ふたりの女 (1960年の映画)
『ふたりの女』（La Ciociara）は1960年のイタリアの映画。アルベルト・モラヴィアによる同名小説を原作としている。
出演はソフィア・ローレンやジャン＝ポール・ベルモンドなど。本作でのローレンの演技は非常に高い評価を受け、様々な賞を受賞した。

## ストーリー
第二次大戦中のローマで食料品店を営むチェジラは、娘のロゼッタを連れて故郷へ疎開する。そこで2人は同じく疎開に来ていた青年・ミケーレと知り合う。ロゼッタはミケーレを気に入ると同時に、彼がチェジラに思いを寄せていたことに気づく。
終戦直前、ミケーレは敗北したドイツ兵の道案内として拉致され、やがて母娘も空襲でがれきの山と化したローマへ帰る。2人が教会の跡地で休んでいたところ、侵入してきた北アフリカ植民地兵の集団に襲われる。その後、2人はその場に居合わせたトラックに乗り、運転手の青年の家に泊まる。ロゼッタは青年と戦勝祝賀パーティーに参加した後、母からミケーレの死を知る。

## キャスト
※括弧内は日本語吹替（初回放送1972年7月23日『日曜洋画劇場』）
- チェジーラ：ソフィア・ローレン（今井和子）
- ミシェル：ジャン＝ポール・ベルモンド（山田康雄）
- ジョヴァンニ：ラフ・ヴァローネ（小林清志）
- ロゼッタ：エレオノーラ・ブラウン（松尾佳子）
- フィリッポ カーロ・ニンキ

## スタッフ
- 監督：ヴィットリオ・デ・シーカ
- 製作：カルロ・ポンティ
- 原作：アルベルト・モラヴィア
- 脚本：チェザーレ・ザヴァッティーニ
- 撮影：ガボール・ポガニー
- 音楽：アルマンド・トロヴァヨーリ

## 受賞歴
- 第34回（1962年）アカデミー賞 - 主演女優賞（ソフィア・ローレン）
- 第14回（1961年）カンヌ国際映画祭 - ベスト・セレクション・女優賞（ソフィア・ローレン）
- 第27回ニューヨーク映画批評家協会賞 - 主演女優賞（ソフィア・ローレン）
- 第19回ゴールデングローブ賞 - 外国映画賞
- 第16回英国アカデミー賞 - 女優賞（国外／ソフィア・ローレン）
- 第12回ブルーリボン賞 - 外国作品賞